# Ingenuity (album)
Ingenuity è il decimo album del gruppo inglese Ultravox, pubblicato nel 1994.
È il secondo album registrato dopo lo scioglimento del gruppo nel 1988. Il violinista originale Billy Currie, detentore del marchio Ultravox, ha formato il gruppo con altri musicisti, mantenendone il nome. I musicisti dell'album non sono gli stessi comparsi nel precedente Revelation del 1993.

## Tracce
Musiche di Billy Currie e testi di Sam Blue.
1. Ingenuity – 4.44
2. There Goes a Beautiful World – 4:10
3. Give it All Back – 4:21
4. Future Picture Forever – 4.17
5. The Silent Cries – 4.14
6. Distance – 3.51
7. Ideals – 4.12
8. Who'll Save You – 6.36
9. A Way Out, a Way Through – 4.07
10. Majestic – 4.18

## Formazione
- Billy Currie: tastiere, viola
- Sam Blue - voce
- Vinny Burns - chitarra
- Gary Williams – basso
- Tony Holmes - batteria